# Medvode
Medvode là một khu tự quản (tiếng Slovenia: občine, số ít – občina) trong vùng Osrednjeslovenska của Slovenia. Medvode có diện tích 77.6 km2, dân số là theo điều tra ngày 31 tháng 3 năm 2002 là 14161 người. Thủ phủ khu tự quản Medvode đóng tại Medvode.